# Западни Берлин
Западни Берлин је име западног дела Берлина између 1949. и 1990. Састојао се од америчког, британског и француског сектора инсталираних 1945. године. Совјетски сектор је постао Источни Берлин, део Источне Немачке.
Западни Берлин је био окружен са свих страна границом са Источном Немачком, и самим тим се може рећи да је био енклава. Западни савезници су гарантовали ваздушни коридор, али не и пут или железничку пругу до Западног Берлина.
13. августа 1961, источнонемачка влада је саградила Берлински зид, што је физички онемогућило проток људи и робе између два дела града. Једино је било могуће путовати из Западног Берлина у Западну Немачку.
26. јуна 1963, амерички председник Џон Ф. Кенеди је посетио Западни Берлин, где је одржао говор у ком је употребио чувену фразу "Ich bin ein Berliner" (Ја сам Берлинац).
9. новембра 1989, срушен је зид.
Западни Берлин је де факто био део Источне Немачке, иако званично није (није био савезна држава нити је имао везе са уставом). Зграда општине Шенеберг је била седиште градоначелника. Становници Западног Берлина су били грађани Западне Немачке, али нису гласали на савезним изборима. Међутим, 20 посредно изабраних делегата је представљало Западни Берлин у Бундестагу.
У остале аномалије спадало је и ослобођење мушкараца од војне обавезе, забрана летова Луфтхансе према граду, и поштанска администрација, која је била одвојена од Западне Немачке, што је значило коришћење сопствених маркица, све до 1990. Ослобођење војне обавезе, је била врло популарна ствар међу западноберлинском омладином.
Западни Берлин се састојао из следећих општина – 
амерички окупациони сектор:
- Нојкелн (Neukölln)
- Кројцберг (Kreuzberg)
- Шенеберг (Schöneberg)
- Штеглиц (Steglitz)
- Темпелхоф (Tempelhof)
- Целендорф (Zehlendorf)

британски окупациони сектор:
- Шарлотенбург (Charlottenburg)
- Тиргартен (Tiergarten)
- Вилмерсдорф (Wilmersdorf)
- Шпандау (Spandau)

француски окупациони сектор:
- Рајникендорф (Reinickendorf)
- Вединг (Wedding)

3. октобра 1990, Западна Немачка и Источна Немачка су се ујединиле. То је формално означило крај постојања Западног Берлина.